# Ernährungssicherung
Ernährungssicherung und Ernährungssicherheit (auch Nahrungssicherung oder Nahrungssicherheit) beziehen sich auf die Verfügbarkeit von Nahrung und den Zugang zu Lebensmitteln, insbesondere Grundnahrungsmitteln. Ein Haushalt gilt als „ernährungsgesichert“, wenn seine Mitglieder nicht hungern oder Unterernährung befürchten müssen. Nach Angaben der Ernährungs- und Landwirtschaftsorganisation der Vereinten Nationen (2013) leiden weltweit rund 842 Millionen Menschen unter chronischem Hunger durch extreme Armut, und für bis zu zwei Milliarden Menschen ist die Ernährung zumindest zeitweise unsicher.

## Ursachen

### Klimakrise und Extremwetterphänomene
Als Folge des menschengemachten Klimawandels zeigen sich vermehrte Ernteausfälle in zahlreichen Erdregionen durch Dürren, starkregenbedingte Erosion und andere Wetterereignisse. Als besonders riskant wird das 2018 auf der Nordhalbkugel beobachtete und erneut prognostizierte Verharren von Rossby-Wellen erachtet, wodurch es über mehrere Wochen zu stationären Hoch- und Tiefdruckgebieten ohne Wetterwechsel kommt (sogenannte Wave-7-Events).

### Nahrungsmittel als Spekulationsobjekt
Welthunger hat viele Ursachen. Durch extreme Preisausschläge bei Nahrungsmitteln (wie 2008 und 2011) wird die Ernährungssicherheit von Menschen in Entwicklungsländern gefährdet. In einer Studie für das Hamburger GIGA-Institut kam Hans-Heinrich Bass zu der Auffassung, dass die Ursachen der steigenden Nahrungsmittelpreise sowohl in strukturellen Veränderungen bei Angebot und Nachfrage auf den Weltmärkten als auch in Veränderungen auf den Finanzmärkten zu sehen seien. Die Wachstumspotenziale der Grünen Revolution seien weitgehend ausgeschöpft. Auch die steigende Flächenkonkurrenz zu anderen Nutzpflanzen führe zu geringeren Zuwachsraten bei der Weltgetreideproduktion. Die Verwendung von Getreide als Viehfutter und als Rohstoff für Agrosprit sowie die bis 2014 steigenden Preise für Erdöl hätten ebenfalls zu einem tendenziellen Anstieg der Preise für Nahrungsmittel beigetragen. Auf der Basis tendenziell steigender Rohstoffpreise treten immer mehr Kapitalanleger mit indexorientiertem Investitionsverhalten an den Warenterminbörsen auf. Mit der Deregulierung der Finanzmärkte seien einschlägige Finanzmarktinstrumente bereitgestellt worden. Die Liquiditäts- und Ersparnisflut in Hocheinkommens- und Schwellenländern motiviere Anleger, sich dieser Instrumente zu bedienen. Sie verstärkten damit den Aufwärtstrend bei den Nahrungsmittelpreisen und förderten das Entstehen von Preisblasen. Die Auswirkungen einer globalen Teuerung auf die nationale und lokale Ernährungssicherheit in Entwicklungs- und Schwellenländern würden verschärft durch einen fallenden Außenwert der heimischen Währung im Verhältnis zum US-Dollar, unzureichenden Wettbewerb auf dem nationalen Getreidemarkt, eine geringe Eigenversorgung sowie durch einen hohen Anteil der Nahrungsmittelausgaben an den Konsumausgaben.
Ab 2014/15 fielen jedoch im Zuge der krisenhaften Entwicklung verschiedener Schwellenländer auch die Agrarpreise deutlich. So fiel der Preis für Kaffee innerhalb eines Jahres (Januar 2015 bis Januar 2016) um 34 Prozent, der für Weizen um 14 Prozent, für Sojabohnen um 10 Prozent, für Mais um 6 Prozent, aber auch für andere Futtermittel, Terminkontrakte für Vieh usw. Dies ist zum einen bedingt durch zunehmende Exportanstrengungen der ölexportierenden Länder, die die Verluste aus dem Verfall der Ölpreise durch Agrarexporte kompensieren wollen, zum anderen durch sinkende Nachfrage der neuen Mittelschichten in vielen Schwellenländern und schließlich auch durch sinkende Frachtraten.

### Krieg
Nach dem russischen Überfall auf die Ukraine 2022 und den darauf folgenden Entwicklungen stiegen die Agrarpreise rasant an.